# Clostridium lituseburense
Clostridium lituseburense  è una specie di batterio appartenente alla famiglia delle Clostridiaceae.